# ¡Celia Cruz: Azúcar!
¡Celia Cruz: Azúcar! fue un homenaje especial realizado en honor a la intérprete cubana Celia Cruz. Fue presentado por el cantante estadounidense Marc Anthony y la cantante cubanoamericana Gloria Estefan. Contó con actuaciones musicales de varios artistas latinos y anglosajones, incluidos Victor Manuelle, Paulina Rubio, José Feliciano, Milly Quezada, Los Tri-O, Gloria Estefan, Patti LaBelle, Arturo Sandoval, Ana Gabriel, Gilberto Santa Rosa, Tito Nieves, Albita, Johnny Pacheco, Alfredo de la Fe, Alicia Villareal, Olga Tañón, Mikey Perfecto, José Alberto “El Canario”, Rosario, Luis Enrique, Marc Anthony y Gloria Gaynor. Esta fue la última aparición pública de Cruz, antes de su muerte en julio de 2003. El concierto homenaje recaudó $145,000 para la Fundación Celia Cruz.
- Músicos: Luis Aquino, Ito Torres, Vicente "Cussi" Castillo, Juan Quiñones, Rafy Torres, Victor Vazquez, Tonito Vazquez, William "Cachiro" Thompson, Tito De Gracia, Ceferino Caban, Cucco Pena.

## Antecedentes
En diciembre de 2002, Cruz fue desahuciada por un tumor cerebral. A principios de 2003, luego de una cirugía parcialmente exitosa para extirpar el tumor, Cruz regresó al estudio para grabar su septuagésimo álbum, Regalo del Alma, semanas después de la operación.
En febrero de 2003, la cadena de televisión en español Telemundo anunció que produciría y transmitiría un concierto tributo en honor a Cruz. El tributo especial se emitió en marzo de 2003. Cruz murió más tarde el 16 de julio de 2003 de cáncer cerebral, a la edad de 77 años.

## Lista de canciones
El evento tuvo presentaciones en vivo en el siguiente orden:
1. " La Vida Es Un Carnaval " - Víctor Manuelle
2. "La Candela" -Paulina Rubio
3. "Usted abusó" - José Feliciano
4. " Isadora Duncan " - Milly Quezada
5. "Dile Que Por Mí No Tema" - Los Tri-O
6. " Quimbara " - Gloria Estefan, Patti LaBelle, Arturo Sandoval
7. "Tu Voz" - Ana Gabriel
8. "Bemba Colorá" - Gilberto Santa Rosa
9. " Guantanamera " - Tito Nieves, Albita, Johnny Pacheco, Alfredo de la Fe
10. "Vieja Luna" - Alicia Villarreal
11. " La Negra Tiene Tumbao " - Olga Tañón, Mikey Perfecto
12. "Cúcala" - José Alberto "El Canario"
13. "Caramelo" - La India
14. "Burundanga" -Rosario
15. "Que Bueno Baila Usted" - Luis Enrique
16. "Yerbero Moderno" - Marc Anthony
17. " Sobreviviré " - Gloria Gaynor
18. " Yo Vivire "/" Quimbara " (Encore) - Celia Cruz, Victor Manuelle, Paulina Rubio, José Feliciano, Milly Quezada, Los Tri-O, Gloria Estefan, Patti LaBelle, Arturo Sandoval, Ana Gabriel, Gilberto Santa Rosa, Tito Nieves, Albita, Johnny Pacheco, Alicia Villareal, Olga Tañón, Mikey Perfecto, José Alberto "El Canario", Rosario, Luis Enrique, Marc Anthony, Gloria Gaynor

## Lanzamiento de DVD
El 27 de enero de 2004, el concierto fue lanzado en DVD.  En 2010, Celia Cruz Estate demandó a Telemundo, alegando que la cadena no había pagado adecuadamente al patrimonio por el DVD, lo que resultó en ganancias superiores al millón de dólares. La demanda afirmaba que "la apariencia de Cruz se consideraría un trabajo por contrato. Pero la demanda alega que, contractualmente, Telemundo también acordó pagar una donación a la organización benéfica de Cruz y que Cruz sería compensado por "cualquier ingreso de cualquier fuente auxiliar relacionada con el Tributo, incluida la posproducción y distribución posteriores".